# Chã Preta
Chã Preta é um município brasileiro do estado de Alagoas. Sua população estimada em 2004 era de 7.536 habitantes.
O nome da cidade deriva das plantações de cana-de-açúcar que eram comuns na região. Dentre as muitas áreas de cultivo se destacava uma chã, na propriedade da família Canuto de Souza, quando a cana era queimada a chã aparentava ser de cor negra, avistada a partir do caminho que leva à Viçosa.

## Prefeitos
Logo após a emancipação política de Chã Preta, o então governador Luiz de Souza Cavalcante nomeou para prefeito Benedito Soares de Vasconcelos, que governou de 11 de março a 28 de dezembro de 1962, quando empossou o primeiro prefeito eleito, Cosme Canuto de Souza, e seu vice, José Tenório de Holanda, e que ficou no cargo até 31 de janeiro de 1969. Daí em diante a população elegeu:
- Benedito Soares de Vasconcelos (vice: Antônio Tenório Cavalcante) - 1 de fevereiro de 1969 até 31 de janeiro de 1973
- Firmino Teixeira de Vasconcelos Neto (vice: José Tenório de Holanda) - 1 de fevereiro de 1973 até 31 de janeiro de 1977
- Audálio de Vasconcelos Holanda (vice: Oséas Teixeira de Vasconcelos) - 1 de fevereiro de 1977 até 31 de janeiro de 1983
- José Klinger Soares Teixeira (vice: José Tenório de Holanda) - 1 de fevereiro de 1983 até 31 de dezembro de 1988
- Benedito Soares de Vasconcelos (vice: Cícero Tenório Florentino) - 1 de janeiro de 1989 até 31 de dezembro de 1992
- José Klinger Soares Teixeira (vice: Paulo Duarte Cavalcante) - 1 de janeiro de 1993 até 31 de dezembro de 1996
- Paulo Duarte Cavalcante (vice: Firmino Bisneto Maia de Barros Correia) - 1 de janeiro de 1997 até 31 de dezembro de 2000
- Audálio de Vasconcelos Holanda (vice: Moab Tenório Cavalcante) - 1 de janeiro de 2001 até 31 de dezembro de 2004
- Audálio de Vasconcelos Holanda (vice: Moab Tenório Cavalcante) - 1 de janeiro de 2005 até 31 de dezembro de 2008
- Rita Coimbra Cerqueira Tenório (vice: Marcos Antônio Pimentel de Vasconcelos) - 1 de janeiro de 2009 até 31 de dezembro de 2012
- Audálio de Vasconcelos Holanda (vice: Maurício de Vasconcelos Holanda) - 1 de janeiro de 2013 até 31 de dezembro de 2016[7]
- Rita Coimbra Cerqueira Tenório (vice: Áureo Mazony Teixeira de Vasconcelos) - 1 de janeiro de 2017 até 31 de dezembro de 2020[8]
- Maurício de Vasconcelos Holanda ( vice: Victor Sálvio Canuto Teixeira) - 1 de janeiro de 2021 até 31 de dezembro de 2024).